# C++ Builder
C++ Builder (по-русски обычно произносят [си-плюс-плюс би́лдэр], [си би́лдэр]) — программный продукт, инструмент быстрой разработки приложений (RAD), интегрированная среда программирования (IDE), система, используемая программистами для разработки программного обеспечения на языках программирования Си и C++.
Изначально разрабатывался компанией Borland Software, а затем её подразделением CodeGear, ныне принадлежащим компании Embarcadero Technologies.
C++ Builder объединяет в себе комплекс объектных библиотек (STL, VCL, CLX, MFC и др.), компилятор, отладчик, редактор кода и многие другие компоненты. Цикл разработки аналогичен Delphi. Большинство компонентов, разработанных в Delphi, можно использовать и в C++ Builder без модификации.
C++ Builder содержит инструменты, которые при помощи drag-and-drop действительно делают разработку визуальной, упрощает программирование благодаря встроенному WYSIWYG — редактору интерфейса и пр.

## История
C++Builder первоначально создавалась только для платформы Microsoft Windows. Поздние версии, содержащие кроссплатформенную компонентную библиотеку Borland, поддерживают и Windows, и Linux.
В 2003 году Borland выпустила C++BuilderX (CBX), написанный при помощи той же инфраструктуры, что и JBuilder, который при этом был мало похож на C++ Builder или Delphi. Этот продукт предназначался для разработки больших программ для крупных предприятий, но коммерческого успеха не достиг. В конце 2004 года Borland объявила, что продолжит развитие классического C++ Builder и объединит его со средой разработки Delphi, прекратив, таким образом, разработку C++ BuilderX.
Спустя примерно год после этого объявления, Borland выпустила Borland Developer Studio 2006, который включал в себя Borland C++Builder 2006, предлагавший улучшенное управление конфигурацией и отладкой. Borland Developer Studio 2006 — единственный полноценный комплект, содержащий Delphi, C++ Builder и C# Builder.
В 2007 году CodeGear выпустила C++Builder 2007, в котором реализовала полную поддержку API Microsoft Windows Vista, увеличила полноту соответствия стандарту ANSI C++, увеличила скорость компиляции и сборки до 500 %, включила поддержку MSBuild, архитектур баз данных DBX4 и «VCL для Web», поддерживающий AJAX. Поддержка API Microsoft Windows Vista включила в себя приложения, изначально оформленные в стиле Vista, и естественную поддержку VCL для Aero и Vista Desktop. CodeGear RAD Studio 2007 содержит C++Builder 2007 и Delphi. Также в 2007 году CodeGear «воскресила» марку «Turbo» и выпустила две «Turbo» версии C++Builder: Turbo C++ Professional и Turbo C++ Explorer (бесплатный), основанных на Borland C++ Builder 2006.
В конце 2008 года компания CodeGear выпустила новую версию RAD Studio, в которую вошли Delphi 2009 и C++Builder 2009. В 2009 году в составе RAD Studio вышел C++Builder 2010.
Ранее сообщалось, что следующая версия, CodeGear C++ Builder (кодовое имя «Commodore»), будет обладать поддержкой x86-64 и возможностью создавать машинный x86-64 код. Однако в 2010 году в состав RAD Studio XE включена версия C++ Builder XE без этой функциональности.
В 2012 году Embarcadero выпустила C++ Builder XE3, совместимый с Windows 8. В 2013 году был выпущен C++ Builder XE4.

## Список выпусков
Краткие сведения о версиях продукта:
| Год             | Версия                      |
| --------------- | --------------------------- |
| 1997            | 1 (v1)                      |
| 1998            | 3 (v3)                      |
| 1999            | 4 (v4, выпущен как Inprise) |
| 2000            | 5 (v5)                      |
| 2002            | 6 (v6)                      |
| 2003            | X                           |
| 2005            | 2006 (v10)                  |
| 2007            | 2007 (v11)                  |
| Сентябрь 2008   | 2009 (v12)                  |
| 25 августа 2009 | 2010 (v14)                  |
| 2010            | XE (v15)                    |
| 2011            | XE2 (v16)                   |
| 2012            | XE3 (v17)                   |
| апрель 2013     | XE4 (v18)                   |
| сентябрь 2013   | XE5 (v19)                   |
| апрель 2014     | XE6 (v20)                   |
| сентябрь 2014   | XE7 (v21)                   |
| апрель 2015     | ХЕ8 (v22)                   |
| август 2015     | 10 Seattle (v23)            |
| апрель 2016     | 10.1 Berlin (v24)           |
| март 2017       | 10.2 Tokyo (v25)            |
| ноябрь 2018     | 10.3 Rio (v26)              |
| май 2020        | 10.4 Sydney (v27)           |
| сентябрь 2021   | 11 Alexandria (v28)         |
| март 2022       | 11.1 Alexandria             |
| июль 2022       | 11.1.5 Alexandria           |
| сентябрь 2022   | 11.2 Alexandria             |
| февраль 2023    | 11.3 Alexandria             |
| ноябрь 2023     | 12 Athens (v29)             |
| апрель 2024     | 12.1 Athens                 |
| сентябрь 2024   | 12.2 Athens                 |